# Nikolaj Aleksandrovitj af Rusland
Storfyrst Nikolaj Aleksandrovitj af Rusland (russisk: Николай Александрович Романов, tr. Nikolaj Aleksandrovitj Romanov) (født 20. september (jul.: 8. september) 1843, død 24. april (jul.: 12. april) 1865) var en russisk storfyrste, der var tronfølger i Det Russiske Kejserrige fra 1855 til 1865.a[›]
Storfyrst Nikolaj var den ældste søn af den senere Kejser Aleksandr 2. og Kejserinde Maria Aleksandrovna af Rusland. Han blev tronfølger med titel af storfyrsttronfølger (tsesarevitj) ved sin farfar Kejser Nikolaj 1.'s død i 1855. I 1864 blev han forlovet med Prinsesse Dagmar af Danmark, men i 1865 døde han uventet 21 år gammel af meningitis, før ægteskabet blev indgået. Prinsesse Dagmar blev i stedet gift med Storfyrst Nikolajs lillebror, den senere Kejser Aleksandr 3. af Rusland.

## Biografi

### Fødsel og familie
Storfyrst Nikolaj Aleksandrovitj blev født den 20. september (jul.: 8. september) 1843 i Aleksandrovskij-paladset i byen Tsarskoje Selo udenfor Sankt Petersborg i sin bedstefar Kejser Nikolaj 1.'s regeringstid. Han var det andet barn og ældste søn af det daværende russiske tronfølgerpar, Storfyrst Aleksandr Nikolajevitj og hans hessiske hustru Storfyrstinde Maria Aleksandrovna (født som Prinsesse Marie af Hessen og ved Rhinen).
Den nyfødte storfyrste blev opkaldt efter sin farfar, Kejser Nikolaj 1., og blev kaldt "Nixa" i familien. Ifølge hans moster Storfyrstinde Olga Nikolajevnas erindringer, var bedstefaderen så glad for den nye arving, at han lod alle sine yngre sønner Storfyrst Konstantin, Storfyrst Nikolaj og Storfyrst Mikhail knæle ved vuggen og love den fremtidige arving til den russiske trone deres troskab.
Storfyrst Nikolaj var fem år gammel, da hans storesøster, Storfyrstinde Aleksandra, døde som barn i 1849. Han fik senere seks yngre søskende: Storfyrst Aleksandr (der efterfulgte deres far som tsar af Rusland), Storfyrst Vladimir, Storfyrst Aleksej, Storfyrstinde Maria, Storfyrst Sergej og Storfyrst Pavel.

### Ungdom
Som arving til den russiske trone fik Storfyrst Nikolaj en alsidig og grundig uddannelse. Han var dertil begavet, kultiveret og dannet, og han var hele familiens yndling. Hans forældre gav ham en liberal uddannelse, for at han kunne blive en moderne monark. Han blev opdraget sammen med sin bror, Storfyrst Aleksandr (den senere kejser Aleksandr 3. af Rusland). Storfyrst Nikolaj havde et tæt forhold til sin lillebror, som han kaldte "Pug".
Den 2. marts (jul.: 18. februar) 1855 døde Storfyrst Nikolajs farfar, Kejser Nikolaj 1. Nikolajs far besteg tronen som Kejser Aleksandr 2., mens Nikolaj selv blev tsesarevitj og tronfølger i en alder af 11 år. Han havde sin første officielle optræden som 13-årig, hvor han var gudfar ved sin yngre brors dåb.
Da Storfyrst Nikolaj blev 18 år, blev han af Kejser Aleksandr sendt ud på en større rejse i det russiske imperium, da faderen mente han skulle kende sit folk. Disse rejser trættede Nikolaj, der havde et svageligt helbred.

### Forlovelse
I 1864 tog Storfyrst Nikolaj på en større dannelsesrejse i Europa, hvor han aflagde besøg ved de forskellige kongelige og fyrstelige hoffer. Et af målene var at finde en brud. En af kandidaterne var Prinsesse Dagmar af Danmark, der var datter af Kong Christian 9. og Dronning Louise af Danmark. Den tiltagende støtte til den slavofile ideologi i Rusland fik Storfyrst Nikolajs far, Kejser Aleksandr 2., til at lede efter en brud til Nikolaj i andre lande end de små tyske fyrstendømmer, hvor medlemmerne af Huset Romanov traditionelt havde fundet deres ægtefæller. Storfyrst Nikolaj ankom i løbet af sommeren til Fredensborg Slot, hvor den danske kongefamilie opholdt sig. Nikolaj havde aldrig mødt Dagmar, men havde i en årrække samlet på fotografier af hende, og begge familier ønskede ægteskabet. Dagmar og Nikolaj fattede straks gensidig sympati for hinanden, da de mødtes, og Nikolaj skrev hjem til sin mor:
| Citat | Jeg kom her som i en feber (...) Jeg kan ikke beskrive dig, hvad der kom over mig, da vi nærmerede os Fredensborg og jeg endelig så den søde Dagmar. Hvordan kan jeg beskrive det? Hun er så smuk, direkte, intelligent, erfaren, og alligevel genert på samme tid. Hun er endnu smukkere i virkeligheden end på billeder, vi har set indtil nu. | Citat |
|       | |       |

Efter at være vendt tilbage til Rusland for at indhente sin fars tilladelse, friede Nikolaj til Dagmar den 28. september 1864 i Bernstorff Slotshave og fik et ja. Forlovelsen blev deklareret på Bernstorff Slot ved taflet senere samme dag. Efter forlovelsens indgåelse rejste Storfyrst Nikolaj videre, mens Prinsesse Dagmar startede med at modtage undervisning i den russisk-ortodokse tros lære.

### Død
Storfyrst Nikolaj, der i nogen tid havde lidt af et dårligt helbred, fik det værre først i 1865, hvor han var i Sydeuropa. Det blev fejlagtigt diagnositeret som reumatisme, men det viste sig at være meningitis. Hans helbred forværres hurtigt, og han blev sendt til Nice i Sydfrankrig på grund af klimaet. Det viste sig dog hurtigt, at der ikke var noget håb om helbredelse, og hans familie samt Prinsesse Dagmar tog til Nice for at være sammen med ham. Nogen fortalte, at den døende Nikolaj lagde sin bror Aleksandr og Dagmars hænder sammen og udtrykte et ønske om at de ville blive gift. Som det skete.
Storfyrst Nikolaj døde 21 år gammel den 24. april 1865 i Villa Belmond i Nice. Han blev bragt til Rusland med fregatten Alexander Nevskij og blev begravet i Peter og Paul-katedralen i Sankt Petersborg, Romanov-familiens begravelseskirke.

## Eftermæle
Den russiske kejserfamilje byggede et kapel, på det sted hvor Nikolaj døde, og 1903-1913 blev en ortodoks kirke den russiske kirke i Nice bygget i nærheden.
Hans bror, Aleksandr opkaldte sin ældste søn, den senere kejser Nikolaj 2. af Rusland, efter Nikolaj. Nikolajs moder kom sig efter sigende aldrig over sin yndlingssøns død.

## Fodnoter
^ a: Hans fulde titel var: Efterfølger-Tsesarevitj og Storfyrste (russisk: Наследник-Цесаревич и Великий Князь; tr. naslednik-tsesarevitj i velikij knjaz).